# 庭 (遊佐未森のアルバム)
『庭』（にわ）は、遊佐未森の12枚目のオリジナル・アルバム。1999年3月10日に東芝EMI/TMファクトリーから発売された（TOCT-24104）。

## 概要
前作アルバム『ECHO』から約1年後に発表。レコーディングは全曲が東京都内で行われた。
ホルストの組曲『惑星』より「木星」、くじらの「ハモニカ」（アルバム『島の娘』収録）をカバー。以外の全曲で、遊佐自身が作詞・作曲を手掛ける。
前作と同様にアイルランド音楽やケルト音楽の影響を感じさせる、独特の空気感を漂わせた自然体の音づくりとなっている。
1999年2月10日に『ポプラ』が先行マキシシングルとして発売された、カップリング曲は「Pixie」。また、1998年8月21日に発売されたシングル曲「ボーダーライン」とカップリング曲「バンビ」も収録されている。

## 再発売
2013年に遊佐がデビュー25周年を迎えることを記念し、同年7月24日に東芝EMI時代の7枚のアルバムをユニバーサルミュージック/EMI RecordsからSHM-CD化され再発売。その際に本アルバムも再発売された（TOCT-95182）。

## 収録曲
特記以外　全作詞・作曲：遊佐未森
編曲：遊佐未森+the Open Gates（1,3,4,7）羽毛田丈史（2）遊佐未森+富樫春生（5）山弦（6）遊佐未森+山弦（8）南烏山六丁目プロダクション（9,10）
1. 青の行方
2. ポプラ
3. Pixie　シングル『ポプラ』カップリング曲。
4. 眠れぬ夜の庭で
5. 「惑星」～a little bird told me　ホルスト組曲『惑星』より「木星」のカバー。
6. ハモニカ（作詞・作曲：杉林恭雄）くじらのオリジナル曲のカバー。
7. 火星水路
8. Little Garden
9. バンビ　シングル『ボーダーライン』カップリング曲。
10. ボーダーライン（作曲：石井妥師）

## 主な参加ミュージシャン
- 鈴木達也(Ds)
- 角田敦(B) from COLDFEET
- 渡辺貴浩(Key)
- 松田文(G)
- 寺師徹(G) 元東京スカパラダイスオーケストラ
- 楠均(Ds)
- 山木秀夫(Ds)
- 美久月千晴(B)
- 西海孝(G)
- 梯郁夫(Perc)
- 柏木広樹(Cello)
- 弦一徹(Violin)
- 高橋直之(Violin)
- 山本敦(Viola)
- 富樫春生(P)
- 小倉博和(G)
- 佐橋佳幸(G)
- 門倉聡(Syn)
- 石井妥師(All Instruments)
- 中村英俊(All Instruments)